# George Bridge
George Crispin Bridge (Gisborne, 1º aprile 1995) è un rugbista a 15 neozelandese, che gioca nel ruolo di tre quarti ala nei Crusaders in Super Rugby e nel Canterbury in Mitre 10 Cup.

## Biografia
Bridge si formò come giocatore nell'accademia giovanile del Canterbury. Debuttò in prima squadra durante la Mitre 10 Cup 2016 contribuendo alla vittoria finale della sua squadra con cinque segnature . Poco dopo il termine del torneo, Scott Robertson, nuovo coach dei Crusaders, lo inserì nella rosa della franchigia neozelandese per il Super Rugby 2017, competizione che ancora una volta si aggiudicò all'esordio. Nell'anno successivo, trionfò con le stesse squadre sia nella Mitre 10 Cup 2017 sia nel Super Rugby 2018, dove segnò quindici mete risultando il secondo miglior marcatore del campionato. La vittoria del Super Rugby 2019 fu la sua terza consecutiva con la maglia dei Crusaders.
Nel 2015 Bridge vinse il mondiale giovanile con la nazionale neozelandese under-20. La sua prima convocazione con la Nuova Zelanda avvenne in occasione dell'ultimo test-match del novembre 2018 contro il Giappone, partita nella quale debuttò dalla panchina segnando due mete. Successivamente prese parte al The Rugby Championship 2019 ed agli incontri di preparazione al mondiale. Nell'agosto 2019, il commissario tecnico Steve Hansen lo inserì ufficialmente nella rosa degli All Blacks per disputare la Coppa del Mondo di rugby 2019.
Bridge può vantare due presenze con la maglia dei Barbarians ottenute nel novembre 2017.

## Palmarès

### Club
- Super Rugby: 4
Crusaders: 2017, 2018, 2019, 2022
- National Provincial Championship: 2
Canterbury: 2016, 2017
- Super Rugby Aotearoa: 2
Crusaders: 2020, 2021

### Nazionale
- Campionato World Rugby under-20: 1
Nuova Zelanda under-20: 2015